# Bernardo Bertolucci
Bernardo Bertolucci (Parma, 16 de marzo de 1941-Roma, 26 de noviembre de 2018) fue un director de cine y guionista italiano, entre cuyas películas se incluyen El conformista, El último tango en París, Novecento, El último emperador —por la cual ganó el Óscar al mejor director y el Óscar al mejor guion adaptado—, The Sheltering Sky, Belleza robada y Soñadores. En reconocimiento a su trabajo, fue galardonado con la primera Palma de Oro honoraria en la ceremonia de inauguración del Festival de Cannes 2011.

## Biografía
Bertolucci nació en la ciudad italiana de Parma, en la región de Emilia-Romaña. Fue el hijo mayor de Attilio Bertolucci, que fue un poeta, reputado historiador del arte, antólogo y crítico de cine, y Ninetta Giovanardi, una maestra. Su madre nació en Australia, de padre italiano y madre irlandesa. Criado en un ambiente artístico, Bertolucci comenzó a escribir a la edad de quince años, y poco después recibió varios prestigiosos premios literarios, incluido el Premio Viareggio por su primer libro. Los antecedentes de su padre ayudaron a su carrera: Bertolucci padre había ayudado al cineasta italiano Pier Paolo Pasolini a publicar su primera novela, y Pasolini le correspondió al contratar a Bertolucci como primer asistente en Roma en Accattone (1961).
Bertolucci tenía un hermano, el director de teatro y dramaturgo Giuseppe (27 de febrero de 1947-16 de junio de 2012). Su primo fue el productor de cine Giovanni Bertolucci (24 de junio de 1940-17 de febrero de 2005), con quien trabajó en varias películas.

## Carrera

### Progreso como director
Bertolucci inicialmente deseaba convertirse en poeta como su padre. Con este objetivo en mente, asistió a la Facultad de Literatura Moderna de la Universidad de Roma La Sapienza de 1958 a 1961, donde comenzó su carrera cinematográfica como asistente de dirección de Pasolini. Poco después, Bertolucci dejó la universidad sin graduarse. En 1962, a la edad de 22 años, dirigió su primer largometraje, producido por Tonino Cervi con un guion de Pasolini, llamado La commare secca (1962). La película es un misterio de asesinato, tras el homicidio de una prostituta. Bertolucci usa analepsis para reconstruir el crimen y la persona que lo cometió. La película que siguió poco después fue Prima della rivoluzione (1964).
El boom del cine italiano, que dio inicio a Bertolucci, se desaceleró en la década de 1970 cuando los directores se vieron obligados a coproducir sus películas con varias compañías y actores estadounidenses, suecos, franceses y alemanes debido a los efectos de la recesión económica mundial en la industria cinematográfica italiana.
Bertolucci causó controversia en 1972 con la película El último tango en París, protagonizada por Marlon Brando, Maria Schneider, Jean-Pierre Léaud y Massimo Girotti. La película presenta al personaje de Brando, Paul, mientras se enfrenta al suicidio de su esposa, dominando emocional y físicamente a una joven, Jeane (Schneider). Las representaciones de Schneider, entonces de 19 años, fueron consideradas como explotadoras. En una escena, Paul viola analmente a Jeane usando mantequilla como lubricante. El uso de mantequilla no estaba en el guion; Bertolucci y Brando lo habían discutido, pero no se lo dijeron a Schneider. Ella dijo en 2007 que había llorado «lágrimas reales» durante la escena y se había sentido humillada y violada. En 2013, Bertolucci dijo que había ocultado la información a Schneider para generar una verdadera «reacción de frustración y rabia». Brando alegó que Bertolucci había querido que los personajes tuvieran sexo real, pero Brando y Schneider dijeron que fue simulado. En 2016, Bertolucci emitió una declaración donde aclaró que Schneider había sabido de la violencia que se representaba en la escena, pero no se le había informado sobre el uso de la mantequilla.
Tras el escándalo que rodeó el estreno de la película, Schneider se convirtió en drogadicta y suicida. Más tarde se convirtió en defensora de los derechos de las mujeres, en particular luchando por más directoras de cine, más respeto por las actrices y mejor representación de las mujeres en el cine y los medios de comunicación. Se iniciaron procesos penales contra Bertolucci en Italia por la escena de la violación; la película fue secuestrada por la comisión de censura y todas las copias fueron ordenadas destruidas. Un tribunal italiano le impuso una condena de prisión suspendida de cuatro meses. En 1978, el Tribunal de Apelaciones de Bolonia ordenó que se conservaran tres copias de la película en la biblioteca nacional de películas con la condición de que no se pudieran ver, hasta que Bertolucci pudo volver a enviarla para su distribución general sin cortes.

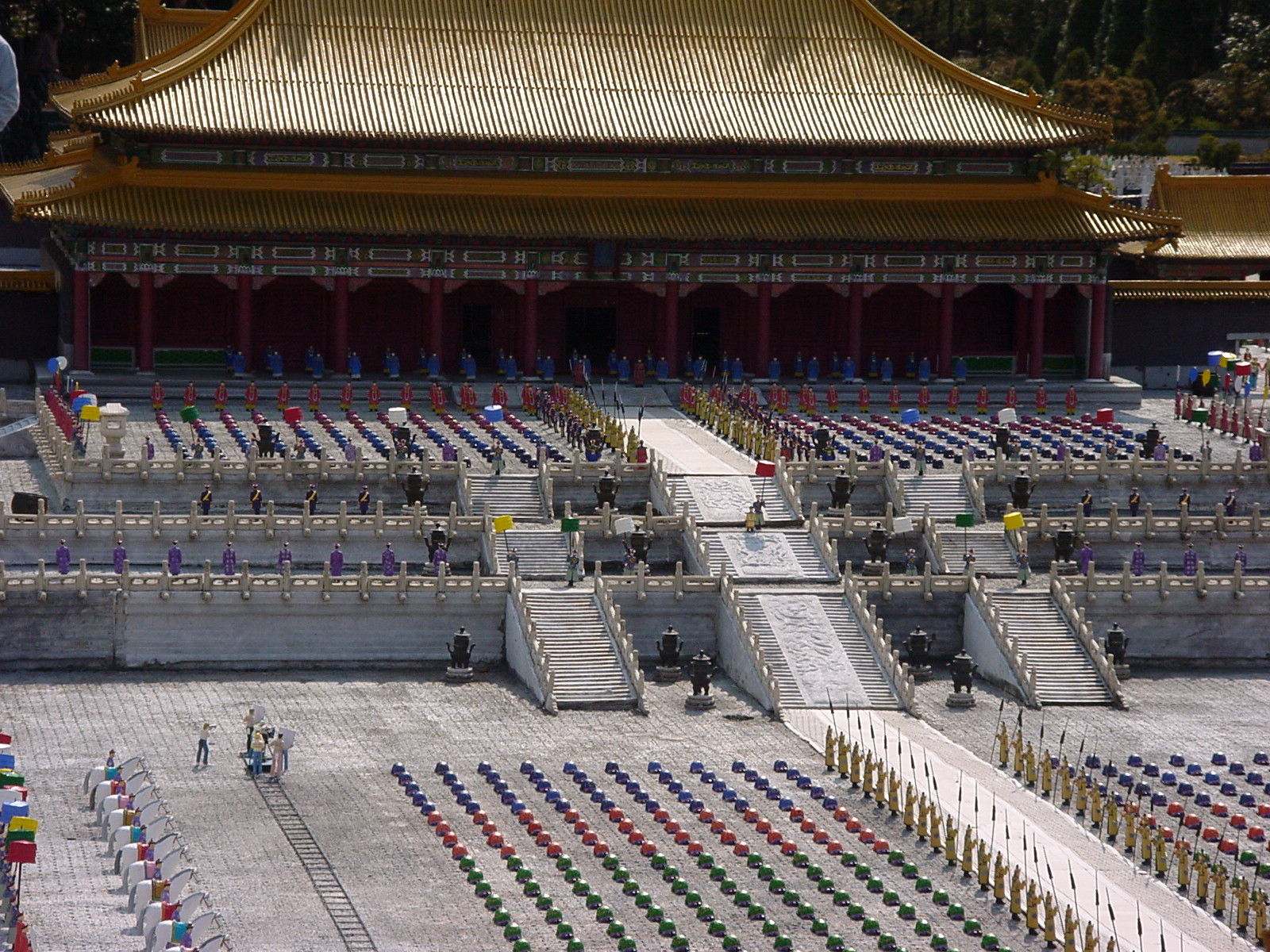
La Ciudad Prohibida, tal como es representada en El último emperador.

Bertolucci aumentó su fama con sus próximas películas, desde Novecento (1976), una representación épica de las luchas de los agricultores en Emilia-Romaña desde principios del siglo XX hasta la Segunda Guerra Mundial con un elenco internacional (Robert De Niro, Gérard Depardieu, Donald Sutherland, Sterling Hayden, Burt Lancaster, Dominique Sanda) a La luna, ambientada en Roma y en Emilia-Romaña, en la que Bertolucci trata el problema de las drogas y el incesto, y finalmente La tragedia di un uomo ridicolo (1981), con Ugo Tognazzi.
Luego escribió dos guiones basados en Cosecha roja de Dashiell Hammett. Esperaba que esta fuera su primera película ambientada en Estados Unidos, pero nada resultó de eso.

### El último emperadory carrera posterior
En 1987, Bertolucci dirigió la epopeya El último emperador, una película biográfica que cuenta la historia de la vida de Aisin-Gioro Puyi, el último emperador de China. La película utiliza la vida de Puyi como un espejo que refleja el paso de China del feudalismo a través de la revolución a su estado actual. La película fue producida de forma independiente por el productor británico Jeremy Thomas, con quien Bertolucci trabajó casi exclusivamente a partir de ese momento. La película fue financiada de forma independiente y tres años en la fabricación. Bertolucci, quien coescribió la película con Mark Peploe, ganó el Óscar al mejor director en la 60.ª edición de los Premios de la Academia, además de ganar los nueve Óscars por los que fue nominada.
El último emperador fue el primer largometraje autorizado por el gobierno de la República Popular China para filmar en la Ciudad Prohibida. Bertolucci había propuesto la película al gobierno chino como uno de los dos proyectos posibles. La otra película fue una adaptación de La condición humana de André Malraux. El gobierno chino prefirió El último emperador.
Después de El último emperador, el director regresó a Italia para filmar, así como a sus viejos temas, con resultados variables tanto de la crítica como del público. Filmó Belleza robada en 1996, y luego Soñadores en 2003, que describe las pasiones políticas y la revolución sexual de dos hermanos en París en 1968.
En 2007, recibió el León de Oro en el Festival Internacional de Cine de Venecia por el trabajo de su vida, y en 2011 también recibió la Palma de Oro en el Festival de Cine de Cannes.
En 2012, su última película, Io e te, se proyectó fuera de concurso en el Festival de Cannes 2012, y se estrenó a principios de 2013 en el Reino Unido. La película es una adaptación del libro Io e te para jóvenes adultos de Niccolò Ammaniti. El guion de la película fue escrito por el propio Bertolucci, Ammaniti y Umberto Contarello. Bertolucci originalmente pretendía filmar la película en 3D, pero más tarde cambió de opinión al respecto, y calificó la idea de «vulgarmente comercial».
En la primavera de 2018, en una entrevista con la edición italiana de Vanity Fair, Bertolucci anunció que estaba preparando una nueva película. Dijo: «El tema será el amor, llamémoslo así. En realidad, el tema es la comunicación y, por lo tanto, también la incomunicación. El tema favorito de Michelangelo Antonioni y la condición a la que me encontré cuando me fui de mis películas para unos pocos, los de los años sesenta, a un cine más amplio, listo para un gran público».

### Como guionista, productor y actor
Bertolucci también escribió muchos guiones, tanto para sus propias películas como para películas dirigidas por otros, dos de las cuales también produjo.
Fue actor en la película Golem, el espíritu del exilio, dirigida por Amos Guitai en 1992.

## Política y creencias personales
Desde 1979 hasta su muerte en 2018, estuvo casado con la guionista Clare Peploe.
En 1968 se afilió al Partido Comunista Italiano.
Bertolucci era ateo.
Las películas de Bertolucci son a menudo muy políticas. Era un marxista profesante y, como Luchino Visconti, que de manera similar contrató a muchos artistas extranjeros a fines de la década de 1960, Bertolucci utilizó sus películas para expresar sus puntos de vista políticos; de ahí que sean a menudo autobiográficas y altamente controvertidas. Sus películas políticas fueron precedidas por otras revaluando la historia. El conformista (1970) criticó la ideología fascista, abordó la relación entre la nacionalidad y el nacionalismo, así como las cuestiones del gusto popular y la memoria colectiva, todo en medio de un complot internacional de Benito Mussolini para asesinar a un profesor de filosofía políticamente izquierdista en París. Novecento también analiza la lucha de izquierda y derecha.
El 27 de septiembre de 2009, Bertolucci fue uno de los firmantes del llamamiento al gobierno suizo para liberar a Roman Polanski, quien estaba detenido mientras esperaba ser extraditado a los Estados Unidos.
En Twitter, el 24 de abril de 2015, Bertolucci participó en #whomademyclothes, la campaña antiexplotación que conmemora el colapso del edificio Savar 2013, el accidente más letal en la historia de la industria de la confección.

## Muerte
Bertolucci murió en Roma el 26 de noviembre de 2018, a la edad de 77 años de cáncer de pulmón.

## Filmografía
| Título en español                                          | Título en original                                         | Año  |
| ---------------------------------------------------------- | ---------------------------------------------------------- | ---- |
| Il teleférico (corto)                                      | Il teleférico (corto)                                      | 1959 |
| Morte di un maiale (corto)                                 | Morte di un maiale (corto)                                 | 1960 |
| La cosecha estéril                                         | La commare secca                                           | 1962 |
| Antes de la revolución                                     | Prima della rivoluzione                                    | 1964 |
| La via del petrolio (documental)                           | La via del petrolio (documental)                           | 1966 |
| Il canale (cortometraje documental)                        | Il canale (cortometraje documental)                        | 1966 |
| Partner                                                    | Partner                                                    | 1968 |
| Amor y rabia (episodio «Agonía»)                           | Amore e Rabbia                                             | 1969 |
| El conformista                                             | Il conformista                                             | 1970 |
| La estrategia de la araña                                  | La strategia del ragno                                     | 1970 |
| La salute è malata (I poveri muoiono prima) (documental)   | La salute è malata (I poveri muoiono prima) (documental)   | 1971 |
| El último tango en París                                   | Ultimo tango a Parigi                                      | 1972 |
| Novecento                                                  | Novecento                                                  | 1976 |
| Silenzio e complicità                                      | Silenzio e complicità                                      | 1977 |
| La luna                                                    | La luna                                                    | 1979 |
| La tragedia de un hombre ridículo                          | La tragedia di un uomo ridicolo                            | 1981 |
| L'addio a Enrico Berlinguer                                | L'addio a Enrico Berlinguer                                | 1984 |
| El último emperador                                        | The Last Emperor                                           | 1987 |
| 12 directores para 12 ciudades                             | 12 registi por 12 città                                    | 1989 |
| El cielo protector                                         | The Sheltering Sky                                         | 1990 |
| Pequeño Buda                                               | Little Buddha                                              | 1993 |
| Belleza robada                                             | Stealing Beauty                                            | 1996 |
| Asediada                                                   | L'assedio                                                  | 1998 |
| Ten Minutes Older: The Cello (episodio «Histoire d' eaux») | Ten Minutes Older: The Cello (episodio «Histoire d' eaux») | 2002 |
| Soñadores                                                  | The Dreamers / I sognatori                                 | 2003 |
| Tú y Yo                                                    | Io e Te                                                    | 2012 |

## Premios y distinciones
Premios Óscar
| Año  | Categoría            | Película                 | Resultado |
| ---- | -------------------- | ------------------------ | --------- |
| 1972 | Mejor guion adaptado | El conformista           | Nominado  |
| 1974 | Mejor director       | El último tango en París | Nominado  |
| 1988 | Mejor director       | El último emperador      | Ganador   |
| 1988 | Mejor guion adaptado | El último emperador      | Ganador   |

Premios Globo de Oro
- Mejor director 1988 El último emperador
- Mejor guion 1988 El último emperador

Premios César
- Mejor película extranjera 1987 El último emperador

Festival Internacional de Cine de Venecia
| Año  | Categoría             | Película | Resultado |
| ---- | --------------------- | -------- | --------- |
| 1997 | Premio Pietro Bianchi | -        | Ganador   |
| 2007 | León de Oro           | -        | Ganador   |

Festival de Cannes
- 2011 con la Palma de Oro de honor en el Festival de Cannes

Premios del Cine Europeo
- 2012 Premio del Cine Europeo, premio honorífico por el conjunto de su carrera

Academia del Cine Italiano
- Mejor director por El último emperador
- Mejor Película por El último emperador

Academia Británica de las Artes Cinematográficas y de la Televisión
- Premios BAFTA a mejor película por El último emperador